# Trigonometrisk funktion
Trigonometriske funktioner er matematiske funktioner, som defineres ud fra retningspunkter på enhedscirklen. Derfor kaldes trigonometriske funktioner også for cirkulære funktioner.
I indledende undervisning defineres funktionerne oftest ud fra retvinklede trekanter. Ved hjælp af funktionerne kan man direkte "omregne" en vinkel fra en trekant, til forholdet (kvotienten) mellem to sider i trekanten. De grundlæggende trigonometriske funktioner er sinus og cosinus, mens de øvrige er dannet ud fra disse.

## Sinus og cosinus
- Sinus: {\displaystyle f(x)=\sin x\,\!}
- Cosinus: {\displaystyle f(x)=\cos x\,\!}

Sinus og cosinus kan defineres med brug af en enhedscirkel som er en cirkel i et retvinklet koordinatsystem med centrum i (0,0) og radius 1 (figur 1). cos t og sin t er de funktioner som opfylder at en halvlinje med start i (0,0) med vinklen t i forhold til den positive del af førsteaksen vil skære enhedscirklen i punktet (cos t, sin t). Heraf følger at cos og sin er periodiske funktioner med perioden 2π eller 360° da halvlinjen har samme placering hver gang den har gennemløbet enhedscirklen.
Hvis man placerer en trekant i koordinatsystemet med hjørnerne på punkterne (0,0), (cos t, sin t) og (cos t, 0), ses det at trekanten må være retvinklet med en hypotenuse på 1 (figur 2). Ud fra denne trekant kan udledes at det generelt gælder for retvinklede trekanter at:
- Sinus til en af de spidse vinkler er lig forholdet mellem vinklens modstående katete og hypotenusen
- Cosinus til en af de spidse vinkler er lig forholdet mellem vinklens hosliggende katete og hypotenusen

## Tangens og cotangens
- Tangens: {\displaystyle f(x)=\tan x\,\!}
- Cotangens: {\displaystyle f(x)=\cot x\,\!}

Tangens er defineret som {\displaystyle \tan x={\frac {\sin x}{\cos x}},\quad \cos x\neq 0}, mens cotangens er {\displaystyle \cot x={\frac {\cos x}{\sin x}},\quad \sin x\neq 0}.
Tangens og cotangens er periodiske med perioden π eller 180°.
For retvinklede trekanter gælder:
- Tangens til en af de spidse vinkler er lig med forholdet mellem vinklens modstående katete og dens hosliggende katete.
- Cotangens til en af de spidse vinkler er lig med forholdet mellem vinklens hosliggende katete og dens modstående katete.

## Secans og cosecans
- Secans: {\displaystyle f(x)=\sec x\,\!}
- Cosecans: {\displaystyle f(x)=\csc x\,\!}

Secans og cosecans er de reciprokke funktioner til henholdsvis cosinus og sinus:
{\displaystyle \sec x={\frac {1}{\cos x}},\quad \cos x\neq 0} og {\displaystyle \csc x={\frac {1}{\sin x}},\quad \sin x\neq 0}.
For retvinklede trekanter gælder:
- Secans til en af de spidse vinkler er lig med forholdet mellem hypotenusen og vinklens hosliggende katete.
- Cosecans til en af de spidse vinkler er lig med forholdet mellem hypotenusen og vinklens modstående katete.

Disse to funktioner bruges stort set ikke i dansksprogede områder, hvor man i stedet bruger regneudtryk med cosinus og sinus.

## Navnenes betydning
Navnene kommer parvis med eller uden præfikset co-. Co- står for komplementær. To vinkler der sammenlagt giver en ret vinkel, kaldes for komplementære vinkler, således er de to spidse vinkler i en retvinklet trekant er altid komplementære. "Co-"-udgaven af en trigonometrisk funktion giver samme funktionsværdi for en vinkel, som udgaven uden "co-" giver for den komplementære vinkel.

## Omvendte funktioner
Hvis man begrænser de trigonometriske funktioners definitionsmængder så de bliver injektive, kan man danne omvendte funktioner. De omvendte funktioner kaldes arcus-funktioner, og deres symboler laves ved at tilføje præfikset arc-: arcsin, arccos, arctan osv.

## Grafisk afbildninger
Nedenfor vises graferne for sinus, cosinus og tangens. X-aksernes værdi udtrykker vinklens størrelse i radianer i forhold til pi, samt den tilsvarende værdi i grader.

## Bog
- Holth, Klaus m.fl. (1987): Matematik Grundbog 1. Forlaget Trip, Vejle. ISBN 87-88049-18-3